# Biram Dah Abeid

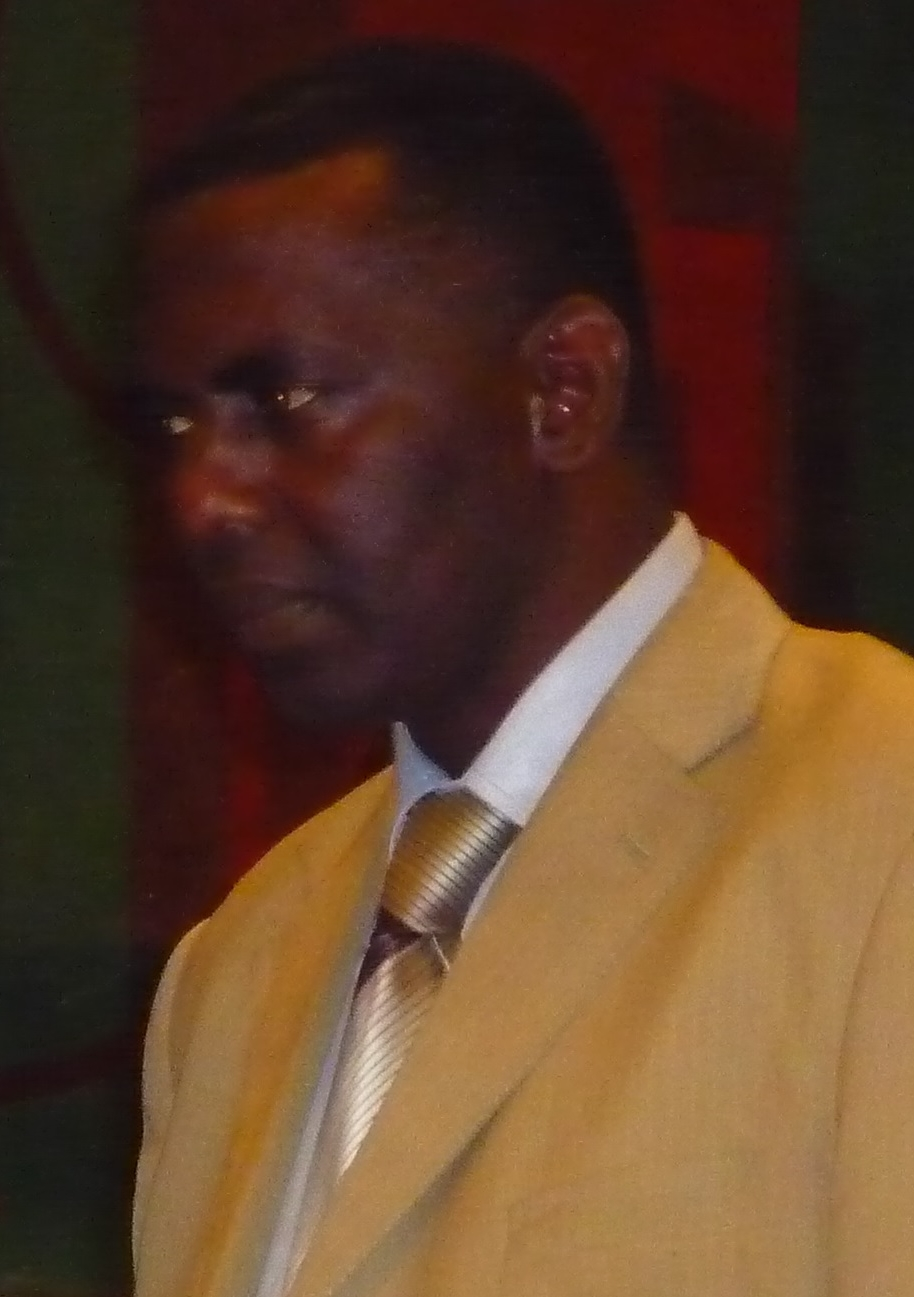
Biram Ould Dah Ould Abeid in 2009, bij zijn veroordeling in 2009 tot zes maanden gevangenis voor zijn activisme

Biram Dah Abeid (Jidrel Mohguen bij Rosso, 12 januari 1965) is een Mauritaans politicus en mensenrechtenactivist die ijvert voor de afschaffing van de slavernij.
Hij behoort tot de Haratin en is de zoon van Dah, een vrije slaaf. Zijn moeder was dat niet omdat zijn vader de middelen niet had om haar vrij te kopen. De Franse koloniale gouverneur weigerde indertijd zich met de zaak te bemoeien omdat deze interne aangelegenheid geregeld werd onder Islamitisch Recht.
In 2008 was hij de oprichter van IRA-Mauritania, het "Initiative pour la Resurgence du mouvement Abolitioniste" waarvan hij ook de voorzitter is. In 2013 won hij de mensenrechtenprijs van de Verenigde Naties. Eveneens kwam hij voor op de lijst van "10 People Who Changed the World You Might Not Have Heard Of", samengesteld door PeaceLinkLive in 2014. Hij wordt in de pers soms de Mauritaanse Nelson Mandela genoemd, onder meer vermeld door het persagentschap Middleeasteye.net.
In 2014 was hij presidentskandidaat bij de presidentiële verkiezingen in Mauritanië. Hij behaalde in de eerste en enige ronde een score van 8,67% en was daarbij de belangrijkste opponent van winnaar Mohamed Ould Abdel Aziz die meer dan 81% behaalde.
In 2018 was Biram Dah Abeid kandidaat voor de parlementsverkiezingen van september, maar hij werd op 7 augustus gearresteerd op grond van de beschuldiging dat hij een journalist zou hebben bedreigd. Deze arrestatie werd door Amnesty International als politiek gemotiveerd beschouwd. In de aanloop naar het eredoctoraat dat hem op 4 februari 2019 werd uitgereikt, had men vanuit KU Leuven diplomatieke druk proberen uit te oefenen voor zijn vrijlating. Of dit enige invloed heeft gehad is niet bekend, maar Biram Dah Abeid werd in elk geval op 31 december 2018 vrijgelaten.